# Craig C. Mello
Pour les articles homonymes, voir Mello (homonymie).
Craig Cameron Mello, né le 18 octobre 1960 à New Haven dans le Connecticut, est un scientifique américain travaillant à l'université du Massachusetts, qui a obtenu avec Andrew Fire le prix Nobel de physiologie ou médecine en 2006.

## Travaux scientifiques
Les deux chercheurs ont été récompensés pour leurs travaux sur l'inactivation des gènes par le processus d'interférence par ARN.